# 6211 Tsubame
6211 Tsubame este un asteroid din centura principală de asteroizi.

## Descriere
6211 Tsubame este un asteroid din centura principală de asteroizi. A fost descoperit pe 19 februarie 1991 la Karasuyama de Shigeru Inoda și Takeshi Urata. Asteroidul prezintă o orbită caracterizată de o semiaxă mare de 2,76 ua, o excentricitate de 0,09 și o înclinație de 8,5° în raport cu ecliptica.